# Nhạc chế
Nhạc chế (hay nhạc nhại lại; tiếng Anh: parody music hay musical parody) là việc thay đổi một phần hoặc toàn bộ lời bài hát so với bản gốc (thường là nổi tiếng), hoặc sao chép phong cách đặc biệt của một nhà soạn nhạc hoặc nghệ sĩ, hoặc thậm chí là một phong cách âm nhạc chung.
Nhạc chế tồn tại trong đời sống xã hội như một dạng văn nghệ dân gian, cũng tương tự như chuyện tiếu lâm, chủ yếu là truyền khẩu, giúp mọi người giải trí vui vẻ trong phạm vi từng cộng đồng nhỏ hẹp. Những ca khúc chế lời trên thực tế rất có sức hút đối với người nghe, nhất là khi nội dung lời ca có tính hài hước, gắn với một sự kiện nào đó mà dư luận đang rất quan tâm.

## Từ nguyên
Từ "parody" bắt nguồn từ chữ Latin parodia sau thời cổ điển, xuất phát từ tiếng Hy Lạp παρῳδία, một bài thơ hoặc bài hát burlesque.

## Lịch sử
Nhạc chế đã có từ lâu đời ở nhiều nơi trên thế giới. Nhạc chế tồn tại có hình thức giống như cải biên đồng dao hay viết lời mới cho dân ca, hay ảnh hưởng từ tác phẩm nghệ thuật khác như tiểu thuyết Cô gái Đồ Long. Từ khi có Internet thì nhạc chế phát triển rầm rộ hơn.
Nhạc chế phần nhiều có nội dung mang tính hài hước nên hầu hết những nghệ sĩ hài đều "lận lưng" những ca khúc được chế lại lời hài hước để chọc cười khán giả. Từ sân khấu, nhạc chế xuất hiện trong nhiều chương trình hài phát sóng trên các đài truyền hình như: Gặp nhau cuối năm, Ơn giời, cậu đây rồi!, Bí mật đêm Chủ Nhật,...
Việc không xin phép tác giả bài hát gốc là một vấn đề lớn. Việc chế lời các bản nhạc danh tiếng trở thành trào lưu, không chỉ ở thế giới hài mà còn cả tên bài hát. Về cơ bản, nhạc chế đã vi phạm bản quyền. Tuy nhiên, khi xuất hiện dưới hình thức truyền thông có chủ đích, thì nhạc chế trực tiếp ảnh hưởng đến nguyên gốc.